# Іжевськ
Іже́вськ, або Іжкáр (рос. Ижевск; удм. Иж, Ижкар, Iž, Ižkar) — столиця Республіки Удмуртія, культурний, економічний та освітянський центр республіки, місто в Російській Федерації, . За кількістю населення, 632 913 особи (на 1 січня 2013 рік), місто відноситься до великих. Іжевськ є великим економічним центром країни, відомий у світі своєю військовою, машинобудівною та металургійною промисловістю. Але всесвітню славу все ж таки місто отримало завдяки виробництву тут автомата АК-47.

## Назва
Удмуртською назва міста звучить, як Іжкáр (назва Іж використовується не так часто). Місто назване в честь річки, що протікає містом. Але росіяни вирішили перенести назву міста в свій словник та змінити її на свій лад. В радянські часи в СРСР довго не розбиралися що й як, тому залишили російський варіант, але удмурти напевне бажають щоб назву їхнього міста вимовляли на їх лад. Власне назва походить від річки Іж, а -кар — це традиційне закінчення в фіно-угорських мовах, що означає місто.
Наприклад: Сиктивкар, Кудимкар і т. д.
(Не плутати з Йошкар-Ола, адже ознакою міста є друга частина слова -Ола, а не -ЙошКАР)

## Історія

### До заснування
На території сучасного міста вже в давнину існували удмуртські поселення. Найдавніше таке поселення було виявлено в гирлі річки Подборенка. 1957 року тут археологи знайшли низку поховань, які відносяться до IV—V століть. Дещо пізніше на цьому місці виникло удмуртське село Ягул. Після заснування Іжевського заводу це село було передано в його підпорядкування (в 1807 році жителі Ягула переселились до села Пазели, нині мікрорайону міста). Неподалік санаторію «Металург» збереглись залишки «Карлутських городищ». В середині I тисячоліття тут існували 2 містечка. На правому березі річки Іж раніше існував російський починок Ключі (в перші роки Радянської влади воно перетворилось на Ключевське селище). На правому березі річки Карлутки знаходилось російське село Карлутка (в 1921 році воно під назвою Зелена Роща увійшло в межі міста).

### Російська імперія
У 1760 році для графа Петра Шувалова на землях казанського мурзи Тевкелева починається будівництво Іжевського залізоробного заводу. При ньому виникає заводське селище, яке називалось Іжевський завод. Найвигідніше місце для будівництва греблі обрав інженер Олексій Москвин, який керував надалі й будівництвом самого заводу. На 1763 рік гребля була збудована, таким чином утворився Іжевський став і цього ж року завод видав перше кричне залізо. Після смерті Шувалова, у рахунок погашення сімейного боргу, 15 листопада 1763 року Катерина II підписала указ про віднесення Іжевського заводу до казни.

Дерябін Андрій Федорович

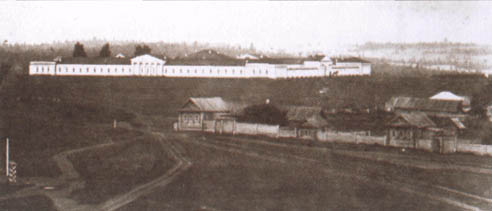
Іжевський арсенал (1825)

Л. Е. Нобель

В 1774 році Омелян Пугачов захопив селище і стратив все заводське начальство (42 особи), завод був розкрадений та частково спалений. 20 лютого 1807 року імператор Олександр I підписав указ про заснування нового зброярського заводу на Уралі. 10 червня того ж року під керівництвом А. Ф. Дерябіна на місці старого залізоробного заводу був закладений новий зброярський. 1808 року Дерябін розробив перший план забудови майбутнього міста. Будівництво заводу продовжувалось, а він випускав вже продукцію (1811 року випущено 2 тисячі гвинтівок, 1814 — вже 10 тисяч та 2,5 тисячі тесаків). Головний корпус заводу був закінчений в 1815 році, а проектної потужності було досягнуто на 1830 рік. 4-5 жовтня 1824 року новий завод особисто відвідав імператор. 1825 року був збудований арсенал (архітектор С. Є. Дудін), у якому зберігався збройний запас всієї держави. 4 травня 1837 року на заводі побував старший син Миколи I Олександр зі своїм наставником В. А. Жуковським. 3 вересня 1845 року завод відвідав герцог Максиміліан Лейхтенберзький. Восени 1852 року на площі перед заводом був встановлений пам'ятник вищому начальнику заводу — четвертому сину Павла I, великому князеві Михайлу Павловичу (так званий Михайлівський стовп). 1867 року на заводі проводяться реформи, вчасності відміна кріпосницького права призвела до переходу на капіталістичних лад.
В 1860-их роках майстри та сталевари, які нагромадили капітал, почали створювати власні приватні зброярні. Так в Іжевському почали з'являтись дрібні зброярські підприємства. Одним з таких в 1867 році стала фабрика мисливських гвинтівок І. Ф. Петрова, слідом за нею відкрилась фабрика зброї О. Н. Євдокімова (нині територія хлібозаводу № 1). 1870 року свою фабрику відкриває Н. І. Березін, якому також належав чавуноливарний завод (нині територія заводу «Редуктор»). На 1914 рік таких невеликих фабрик в Іжевському нараховувалось вже 14. Зростання економічного потенціалу призвело до збільшення кількості населення та розширення меж міст.
9 жовтня 1865 року завод був переданий в оренду «Товариству промисловців», а через 5 років в оренді візьмуть участь Л. Е. Нобель та П. О. Більдерлінг. 1 липня 1884 року завод з оренди повернувся до державної казни. 1873 року на заводі організовано сталеливарне виробництво, а через рік встановлена парова машина Л. Ф. Сабакіна. 1881 року утворено нове виробництво — прокатне. З того часу сталеливарний завод став окремим підприємством. Він поставляв сталь та напівфабрикати багатьом заводам країни. 19 березня 1885 року на зброярському заводі починається масове виробництво мисливської зброї, а 1891 року — масовий випуск трилінійної гвинтівки С. І. Мосіна (тільки тут випускали всі її різновиди). З початком XX століття в Іжевському починає наростати революційне заворушення. Так як на заводі працювали близько 9,5 тисяч робітників, то пролетарська маса була досить значна. Окрім того, ідеї марксизму в Удмуртському краї пропагують Ф. Е. Дзержинський, М. Е. Бауман та В. В. Воровський. 22 жовтня 1905 року на зброярському заводі проходить перша політична демонстрація під червоними прапорами.

### Радянський період
5 березня 1905 року заводський актив вирішив перетворити збори цехових старост в Раду робітничих, селянських та солдатських депутатів, оголосивши його «органом законодавчого характеру». 6 березня зібрався кістяк майбутньої Ради з 30 робітників, 4 представників військових частин та 7 осіб від населення містечка. 7 березня цехові старости остаточно склали повноваження, було обрано 160 депутатів, утворилась повноцінна Рада. 9 березня пройшло перше засідання Виконкому з 15 осіб. 17 березня вийшов з друку перший номер «Відомостей Іжевської ради» («Известия Ижевского совета»). У вересні багатопартійну Раду стали контролювати виключно більшовики. 27 жовтня 1917 року в Іжевську була проголошена Радянська влада, у листопаді розроблений перший «Устав Іжевської Ради». 21 лютого 1918 року селище Іжевський завод було проголошено містом Іжевськом.
28 травня 1918 року почалось повстання проти більшовиків, 21 липня всі лідери Ради були арештовані. 8 серпня починається масове антибільшовицьке повстання, відоміше як Іжевсько-Воткінське повстання, формується Іжевська дивізія Народної армії. 7 листопада місто знову було взяте Червоною армією. 9 квітня 1919 року починається масова евакуація службовців та робітників, а також основного устаткування заводу у зв'язку з наближенням армії Колчака. 13 квітня білогвардійці увійшли до міста, а 8 червня пройшов остаточний штурм декількома дивізіями Червоної армії і місто знову перейшло під Радянську владу.

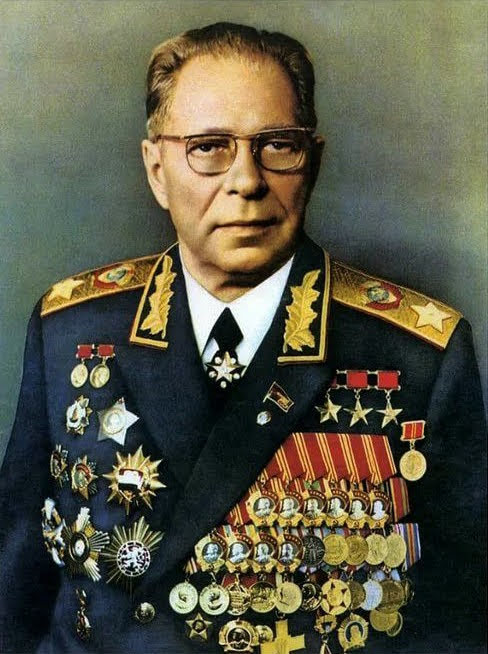
Д. Ф. Устинов

10 червня 1921 року з міста Глазов до Іжевська була перенесена столиця Вотської автономної області, 28 грудня 1934 року місто набуло статусу столиці Удмуртської автономної РСР. 18 листопада 1935 року в місті відкрилась перша трамвайна лінія. 14 березня 1937 року в місті пройшло прийняття Конституції УАРСР і було законодавчо закріплено статус столиці.
Влітку 1941 року в Іжевську була сформована 313-та Петрозаводська двічі Червонопрапорна орденів Суворова та Кутузова II ступеня стрілецька дивізія, яка пройшла шлях від Карелії до Берліна. На честь дивізії в 1975 році на центральній алеї міського парку був встановлений обеліск «Караючий меч». Восени до Іжевська евакуюються декілька оборонних підприємств, які за роки війни виробили тут 12,5 мільйонів одиниць стрілецької зброї. В червня 1942 року організований Іжевський механічний завод. 29 листопада пройшло урочисте відкриття цирку.
В 1948 році на Мотозаводі починається випуск автомата Калашникова АК-47. 12 грудня 1966 року — випуск першого іжевського автомобіля, а вже через 4 роки головний конвеєр запрацював на повну потужність. 11 грудня 1978 року указом Президії Верховної Ради СРСР місто було нагороджене орденом Жовтневої Революції. 27 грудня 1984 року за ініціативи партійців міста Іжевськ був перейменований на Устинов, на честь Дмитра Устинова, шефа іжевської військової промисловості. 19 червня 1987 року після численних протестів громадян місту було повернуто його історичну назву, а ім'ям Устинова назвали один з міський районів.

### Сучасність

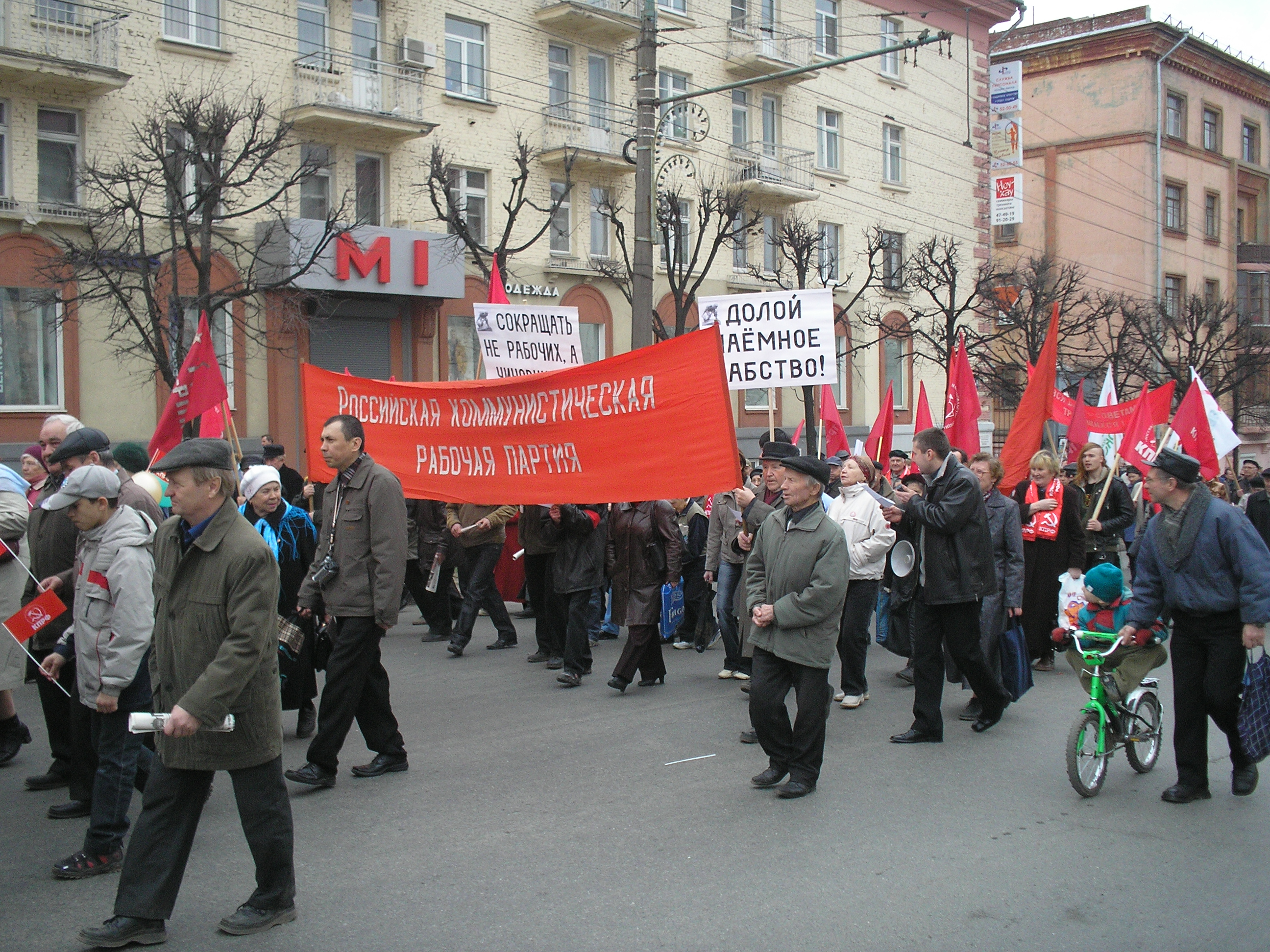
Прихильники РКРП-РПК (2008)

24 грудня 1992 року на 10 сесії Іжевської міської ради був прийнятий Устав столиці Удмуртії. На виконання Закону «Про місцеве самоуправління в Удмуртській Республіці» 3 лютого 1994 року було утворено Міську Думу, яка складається з 30 депутатів. Виконавчим органом міста стала Адміністрація на чолі з мером. 10 квітня 1994 року відбулись перші в історії вибори мера. Ним став Салтиков Олексій Іванович. 27 травня 1997 року був прийнятий герб міста, а 3 липня — Устав Іжевська. 21 квітня 2000 року був прийнятий прапор Іжевська.
У вересні 2003 року відбулось відкриття нового цирку, першими відвідувачами якого стали першокласники з усієї республіки. У 2004 році Іжевську було присвоєно звання «Культурна столиця Поволжя-2004». 5 серпня 2007 року патріархом Алексієм був освячений після свого відтворення Свято-Михайлівський собор. У 2008 році в місті пройшли масові святкування на честь 450-річчя приєднання Удмуртії до Росії. Населення міста політично розподілене за різними партійними ідеями, у місті присутні осередки всіх найбільших партій країни.
Сучасний Іжевськ — це поєднання давнини та нових технологій будівництва. З'являються нові будівлі, створені за допомогою сучасних технологій та з урахуванням архітектурних особливостей.

## Географія

Рельєф Іжевська

Іжевськ розташований в східній частині Східно-Європейської рівнини, у Європейській частині Росії між Волгою та Уралом, у межиріччя Ками та Вятки. Серед форм рельєфу переважають рівнини та пагорби. Максимальна висота становить 208 м. Географічно місто знаходиться недалеко від Москви та великих промислових центрів Уральського регіону. Іжевськ має розвинуту мережу транспортних комунікацій: залізничний вузол, сучасний аеропорт, автомобільні магістралі. За 40 км на південь, на річці Кама, розташований великий річковий порт Сарапул, який має вихід до Балтійського та Чорного морів.
Відстані від Іжевська до сусідніх великих міст Росії:
- Москва — 1130 км;
- Нижній Новгород — 789 км;
- Казань — 389 км;
- Кіров — 393 км;
- Перм — 275 км;
- Ульяновськ — 599 км;
- Самара — 559 км;
- Саратов — 1011 км;
- Йошкар-Ола — 534 км;
- Саранськ — 825 км;
- Уфа — 341 км;
- Чебоксари — 561 км;
- Оренбург — 772 км;

Річкова сітка Іжевська

Місто розташоване на обох берегах несудноплавної річки Іж (звідси й назва), за 40 км до впадіння її до Ками (басейн Волги). В межах міста до річки Іж впадають також декілька дрібних приток: ліві Пазелинка (впадає до Іжевського ставу), Позим та праві Люк, Пироговка. На північній окраїні міста, на річці Іж, створений Іжевський став, який використовується для водопостачання та відпочинку жителів міста. Його висота над рівнем моря становить 89 м. В південній його частині, яка підступає до центральної частини міста, збудовано пристань, берег облаштований захисними дамбами.
Загальна площа міста становить 315,6 км², з них ліси займають 9,1 км², рілля — 6,3 км², водні об'єкти — 2,1 км², дороги — 2,0 км², зелені насадження — 1,7 км². З північного та місцями із східного боку до міста підходять липово-березові ліси, які використовуються для відпочинку. Тут збудовано багато різноманітних санаторіїв, будинків відпочинку, дитячих таборів та інших оздоровчих закладів. В самому місті містяться численні зелені насадження, які створені для відпочинку жителів міста. Найвідомішим таким місцем є парк імені Кірова.
Іжевськ, як і вся Удмуртія, знаходиться в часовому поясі, який має назву Samara Time Zone (SAMT/SAMST). Зміщення відносно UTC складає +4:00 (SAMT, зимовий час) або +5:00 (SAMST, літній час). Відносно Московського часу пояс має постійне зміщення +1 година і позначається в Росії як MSK+1 (Самарський час).

### Клімат
- Пересічна річна температура повітря — +2,7 C°
- Пересічна річна швидкість вітру — 3,7 м/с
- Пересічна річна вологість повітря — 76 %

| Клімат — Іжевськ         | Клімат — Іжевськ | Клімат — Іжевськ | Клімат — Іжевськ | Клімат — Іжевськ | Клімат — Іжевськ | Клімат — Іжевськ | Клімат — Іжевськ | Клімат — Іжевськ | Клімат — Іжевськ | Клімат — Іжевськ | Клімат — Іжевськ | Клімат — Іжевськ | Клімат — Іжевськ |
| Показник                 | Січ.             | Лют.             | Бер.             | Квіт.            | Трав.            | Черв.            | Лип.             | Серп.            | Вер.             | Жовт.            | Лист.            | Груд.            | Рік              |
| Абсолютний максимум, °C  | 3,6              | 5,8              | 10,1             | 27,5             | 31,1             | 35,6             | 36,6             | 34,6             | 33,0             | 22,4             | 11,1             | 3,5              | 36,6             |
| Середній максимум, °C    | −10,1            | −7,9             | −0,7             | 8,8              | 17,7             | 23,6             | 24,5             | 21,3             | 14,6             | 5,8              | −3,3             | −6,6             | 7,3              |
| Середня температура, °C  | −13,5            | −12,1            | −5,4             | 3,7              | 11,6             | 17,0             | 18,7             | 15,6             | 9,8              | 2,5              | −5,6             | −10,3            | 2,7              |
| Середній мінімум, °C     | −17,2            | −15,9            | −9,2             | −0,2             | 5,8              | 12,0             | 13,3             | 10,7             | 5,8              | −0,4             | −8,7             | −13              | −1,4             |
| Абсолютний мінімум, °C   | −46,8            | −40,4            | −32,1            | −23,9            | −9,4             | −2,4             | 4,3              | −1,7             | −5,5             | −21,3            | −33,5            | −47,5            | −47,5            |
| Норма опадів, мм         | 35               | 26               | 27               | 32               | 37               | 59               | 67               | 63               | 54               | 51               | 44               | 37               | 532              |
| ------------------------ | ---------------- | ---------------- | ---------------- | ---------------- | ---------------- | ---------------- | ---------------- | ---------------- | ---------------- | ---------------- | ---------------- | ---------------- | ---------------- |
| Джерело: Погода і клімат |                  |                  |                  |                  |                  |                  |                  |                  |                  |                  |                  |                  |                  |

## Адміністративний поділ

АТП міста

Практично з моменту утворення, Іжевськ поділявся на 2 частини, розділених між собою річкою Іж. Правобережжя називалось Заріка, а лівобережжя — Гора. 1867 року Іжевський завод був поділений на 2 волості: Іжевсько-Нагірну та Іжевсько-Зарічну, кожна з яких була окремим селом. Волосні правління підпорядковувались Сарапульській земській управі, однак адміністративні функції лишались за начальством заводу.
1918 року Іжевськ стає єдиним містом. 2 березня 1934 року в ньому було утворено 3 міських райони: Октябрський, Наговіцинський та Пастуховський. 1937 року райони були перейменовані та змінені їхні кордони. Місто стало поділятись на такі міські райони — Азінський, Ждановський та Пастуховський. 1945 року за рахунок укрупнення районів були створені лише 2 — Первомайський та Октябрський, але 1952 року вони були ліквідовані і повернуто старий адміністративний поділ.
1960 року всі міські райони були скасовані, але 1962 року указом Президії Верховної Ради РРФСР відновлені як Ленінський, Октябрський та Первомайський. В лютому 1963 року з Октябрського району був виділений новий — Індустріальний. 13 червня 1987 року постановою Президії Верховної Ради УАРСР з Індустріального був виділений Устиновський район.
| Міські райони     | Населення, осіб | Населення, осіб |
| Міські райони     | 2002            | 2009            |
| ----------------- | --------------- | --------------- |
| 1. Ленінський     | 115 222         | 110 094         |
| 2. Октябрський    | 142 994         | 137 734         |
| 3. Індустріальний | 110 174         | 104 410         |
| 4. Устиновський   | 136 944         | 134 178         |
| 5. Первомайський  | 126 806         | 124 627         |

## Населення
Чисельність міста зростала майже протягом усієї його історії. З самого заснування чисельність була незначна, люди селились при Іжевському заводі. Першими поселенцями були селяни та майстри графа Шувалова, яких він привіз сюди з Пермщини для будівництва заводу. З розширенням заводу, через 10 років населення зросло в 10 разів. Селище зростало, збільшувалась чисельність його населення. В кінці XVIII століття, після знищення заводу повстанцями на чолі з Пугачовим, населення трохи впало, але швидко відновилось при будівництві нового зброярського заводу на межі XIX століття. Менш як півстоліття населення зросло в 4 рази, а на початок XX століття потроїлось і склало в 1897 році 41 тисячу осіб. В період революційного заворушення чисельність зменшилась, але зі становленням Радянської влади динаміка зміни населення стала зростаючою. На момент надання Іжевську статусу міста в 1918 році населення становило трохи більше 40 тисяч осіб, у середині 1930-их років воно перевищило 100 тисяч. Оскільки місто в роки Другої Світової війни знаходилось далеко від ліній фронту, то населення на спадало. На початку 1960-их воно стало більш як 300 тисяч, а 1974 року досягло відмітки в 500 тисяч осіб. Свого максимуму чисельність населення міста досягла в 1994 році і склала понад 650 тисяч осіб. Після цього динаміка стала від'ємною.
Динаміка зміни кількості чисельності подана в таблиці:
| Рік  | Населення, осіб | Тип підрахунку | Рік  | Населення, осіб | Тип підрахунку | Рік  | Населення, осіб | Тип підрахунку | Рік  | Населення, осіб | Тип підрахунку |
| ---- | --------------- | -------------- | ---- | --------------- | -------------- | ---- | --------------- | -------------- | ---- | --------------- | -------------- |
| 1760 | 200             | оцінка         | 1897 | 41000           | перепис        | 1970 | 422200          | перепис        | 1989 | 634700          | перепис        |
| 1770 | 2300            | оцінка         | 1917 | 40000           | оцінка         | 1974 | 500000          | оцінка         | 1991 | 646800          | оцінка         |
| 1780 | 2000            | оцінка         | 1926 | 62200           | перепис        | 1979 | 549900          | перепис        | 1994 | 651900          | оцінка         |
| 1807 | 4000            | оцінка         | 1939 | 175600          | перепис        | 1983 | 600000          | оцінка         | 2002 | 632200          | перепис        |
| 1840 | 16000           | оцінка         | 1959 | 289300          | перепис        | 1986 | 620000          | оцінка         | 2008 | 631295          | оцінка         |
| 1862 | 22800           | оцінка         | 1965 | 361000          | оцінка         | 1987 | 631000          | оцінка         | 2009 | 611043          | оцінка         |

З моменту заснування Іжевськ був багатонаціональним. І зараз він виділяється серед великих міст Росії своєю національною колоритністю. Серед жителів міста присутні представники майже 100 різних національностей. Хоча місто є столицею Удмуртії, удмурти складають тільки третину всього населення міста. Більше половини становлять росіяни, третій за чисельністю народ міста — татари, які складають майже десяту частину. Серед національних меншин виділяються українці, білоруси, марійці, башкири, чуваші, євреї, азербайджанці, узбеки, мордва, німці, молдовани, казахи, вірмени, грузини, киргизи, туркмени, комі, таджики, поляки та деякі інші.
Динаміка зміни частки (у %) основних національностей в населенні міста:
| Національність | 1926 | 1939 | 1959 | 1970 | 1979 | 1989 | 2002 |
| -------------- | ---- | ---- | ---- | ---- | ---- | ---- | ---- |
| Росіяни        | 90,0 | 79,4 | 75,1 | 72,3 | 70,4 | 69,4 | 58,9 |
| Удмурти        | 2,3  | 12,1 | 12,8 | 14,5 | 16,6 | 17,2 | 30,0 |
| Татари         | 5,6  | 7,3  | 9,9  | 9,9  | 9,6  | 9,6  | 9,6  |
| Інші           | 2,1  | 1,2  | 2,2  | 3,3  | 3,4  | 3,8  | 2,5  |
| Всього         | 100  | 100  | 100  | 100  | 100  | 100  | 100  |

## Промисловість

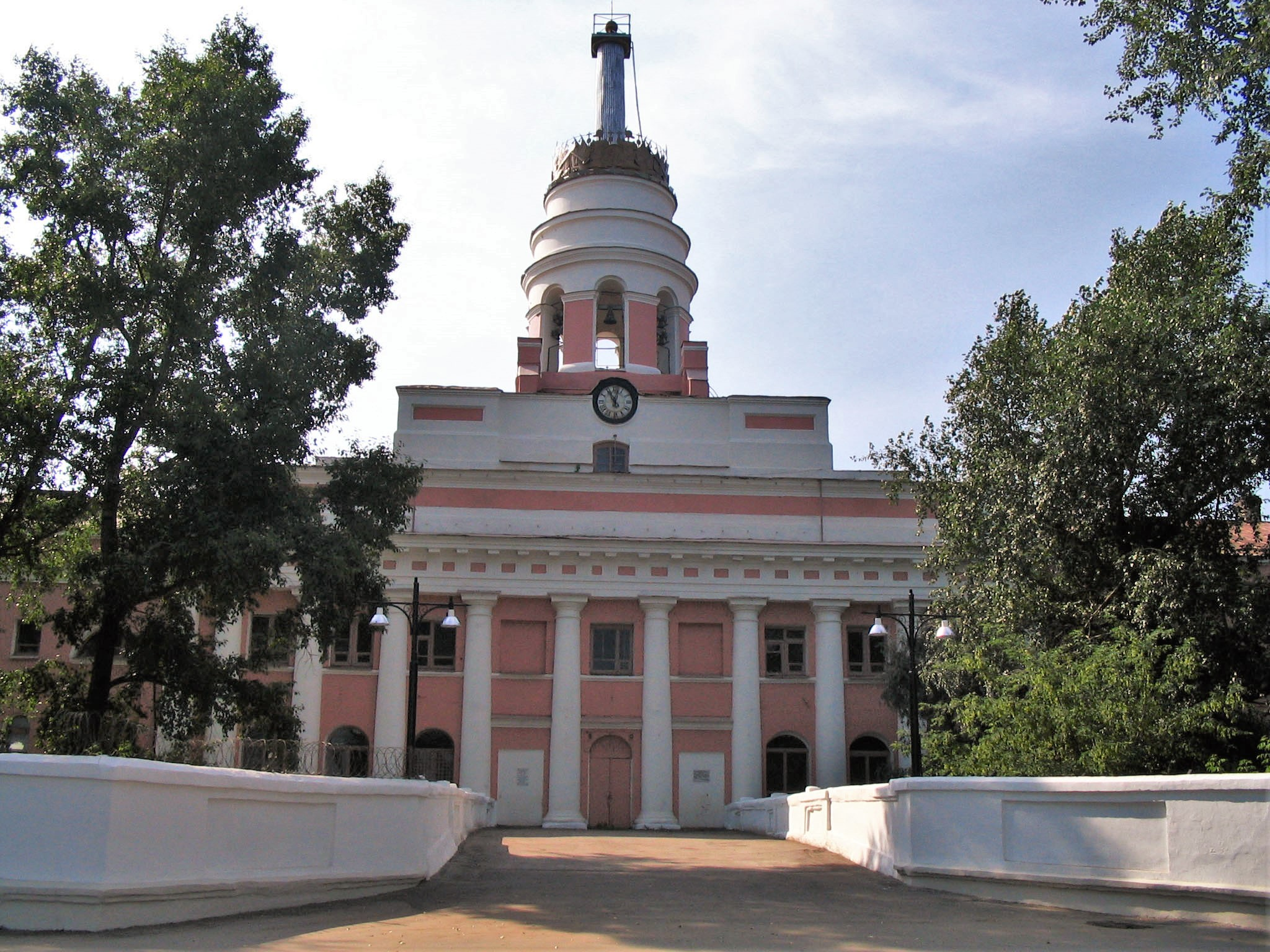
Іжевський машинобудівний завод

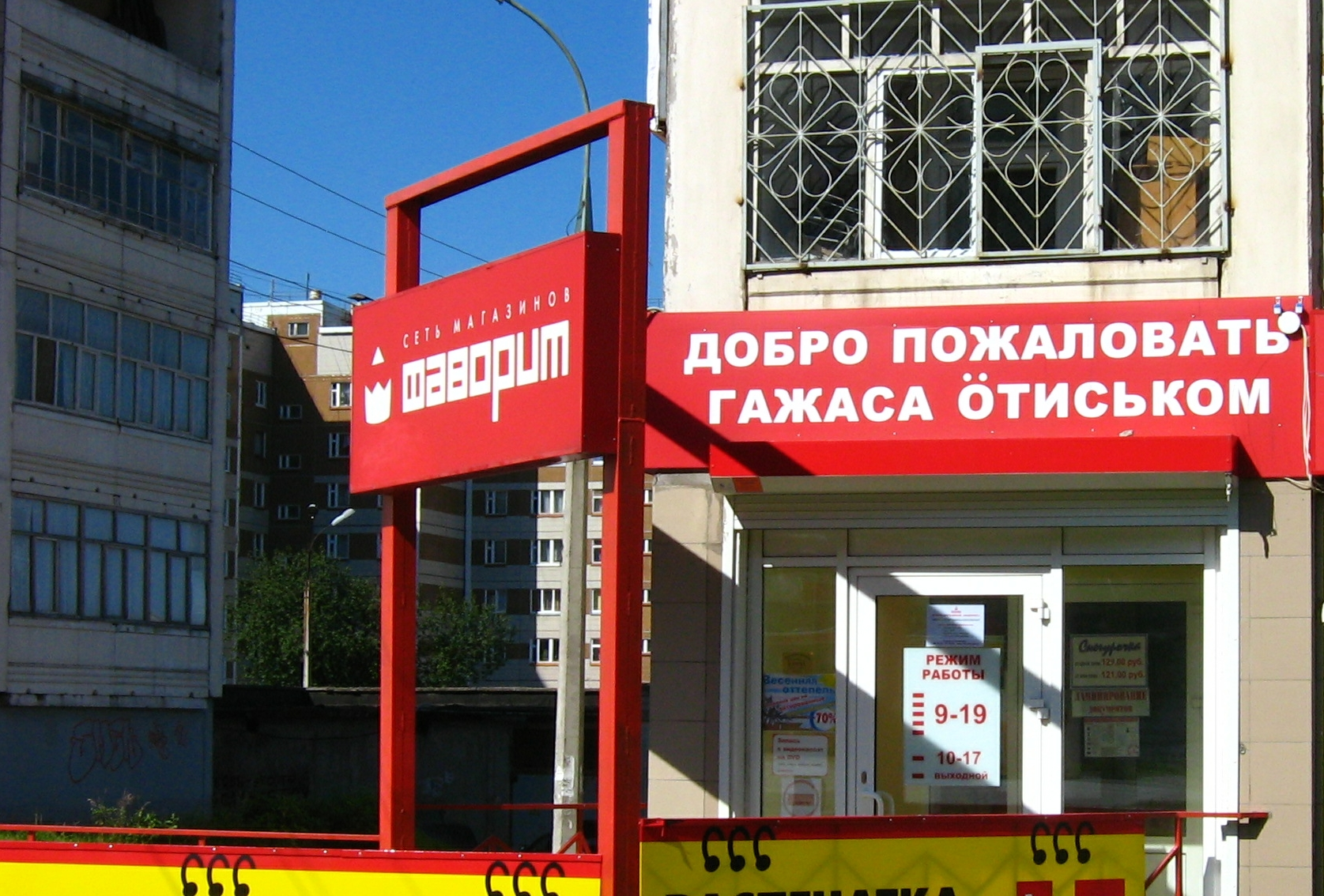
Місто є великим торговельним центром

Іжевськ — дуже великий економічний центр як Удмуртії зокрема, так і Приуралля в цілому. Головними галузями промисловості міста є металургія та машинобудування. Іжевськ славиться в країні та світі виробництвом високоякісної сталі, яка використовується як місцевими підприємствами, так і експортується за кордон. Серед галузей машинобудування виділяються транспортне (виробництво автомобілів, мотоциклів), верстатобудування та виробництвом зброї і військового устаткування (всесвітньо відомі АК-47). Окрім цього розвинуті легка, харчова, деревообробна промисловості та виробництво будівельних матеріалів.
Серед найбільших промислових підприємств міста виділяються:
- ВАТ Іжевський мотозавод «Аксіон-Холдинг» — випуск військової та космічної техніки
- ВАТ Іжевський машинобудівний завод «Іжмаш» — виробництво зброї, у тому числі АК-47
- ВАТ Іжевський металургійний завод «ІжСталь» (входить до складу ВАТ «Мечел») — сталеливарний завод
- ВАТ Іжевський автомобільний завод «ІжАвто» (входить до складу ВАТ «АвтоВАЗ») — випуск автомобілів
- ФДУП Іжевський механічний завод — виробництво зброї
- ВАТ «Іжнафтомаш» (входить до групи компаній «Рімера») — устаткування на машини для нафтової промисловості
- ВАТ Іжевський радіозавод — виробництво радіоапаратури
- ВАТ Іжевський електро-механічний завод «Купол» — виробництво військової техніки
- ТОВ «Іжмолоко» — виробництво молочної продукції
- ВАТ Іжевський завод пластмас — виробництво різних типів пластичних мас
- ВАТ «Альтаїр» — виробництво стінових матеріалів

Обсяг усіх товарів, що були випущені на підприємствах міста за рік вимірювався в 2008 році в розмірі 62,9 млрд рублів.

## Транспорт
Іжевськ є досить великим і значним транспортним вузлом. Місто з'єднане автобусним, залізничним та авіаційним зв'язком з приміськими населеними пунктами та іншими містами Удмуртії та Росії. В Іжевську діють Центральний автовокзал, автостанція «Південна» та залізничний вокзал. Ще дві залізничні станції знаходяться в промисловій зоні міста і обслуговують приміські поїзда. Іжевський аеропорт є єдиним в Удмуртії.
В самому Іжевську діють трамвайна система, досить стабільна у розвитку, тролейбусна система та мережа автобусних маршрутів. У місті працюють такі моделі тролейбусів: ЗіУ-683В-01, Тролза-6205, Nordtroll 120MTr, ТролЗа 5264-01 «Столиця», ВЗТМ-5284, ВМЗ 273. Основними перевізниками є МУП «Іжелектротранс» та ВАТ «Іжевське ВО пасажирського автотранспорту». Також існують декілька приватних підприємств, які займаються перевезенням на автобусах та маршрутному таксі. У весняно-літній період працюють понад 30 приміських садово-дачних маршрутів. В місті діють також близько 30 таксопарків.
В літній період на Іжевському водосховищі діє внутрішньоміський маршрут річкового трамваю «Іжевськ — Воложка».
У 2008 році як внутрішньоміський поїзд по двох 11-кілометрових маршрутах були запущені рейкові автобуси, для яких у місті збудовані додаткові платформи. Перший такий поїзд рухається від залізничного вокзалу до села Вожой, другий до села Люкшудья.

## Соціальна сфера

### Релігія

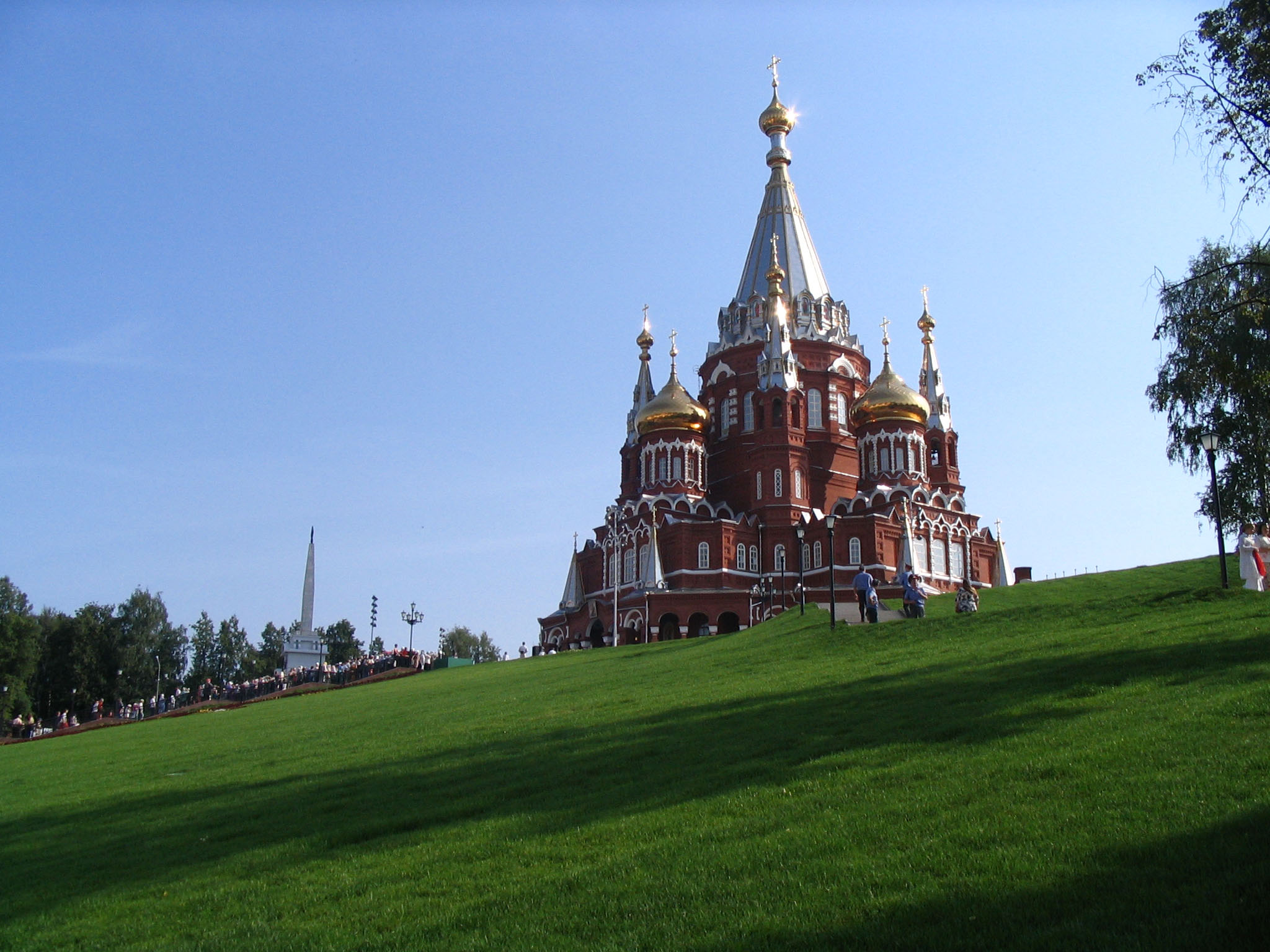
Свято-Михайлівський собор

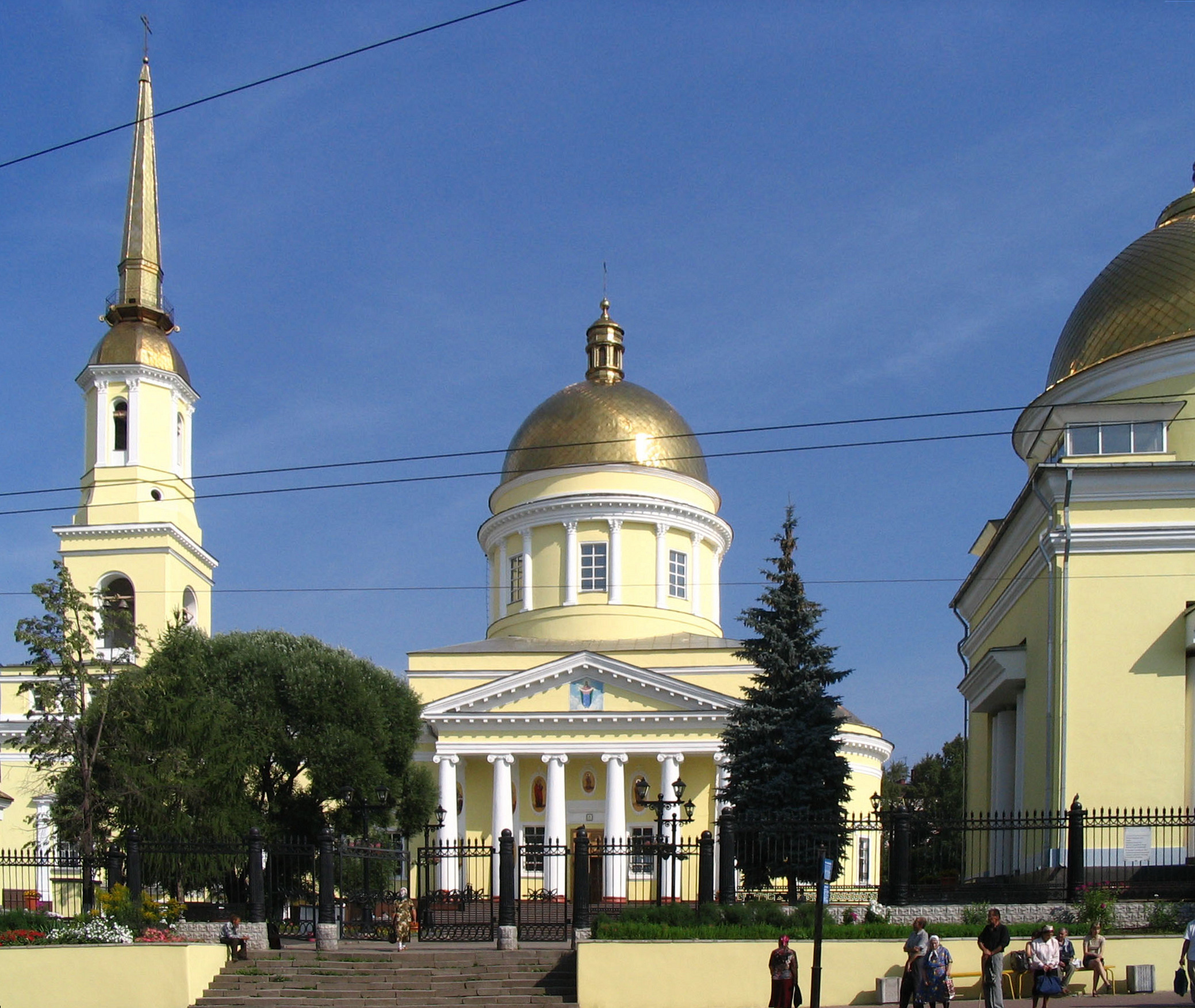
Олександро-Невський собор

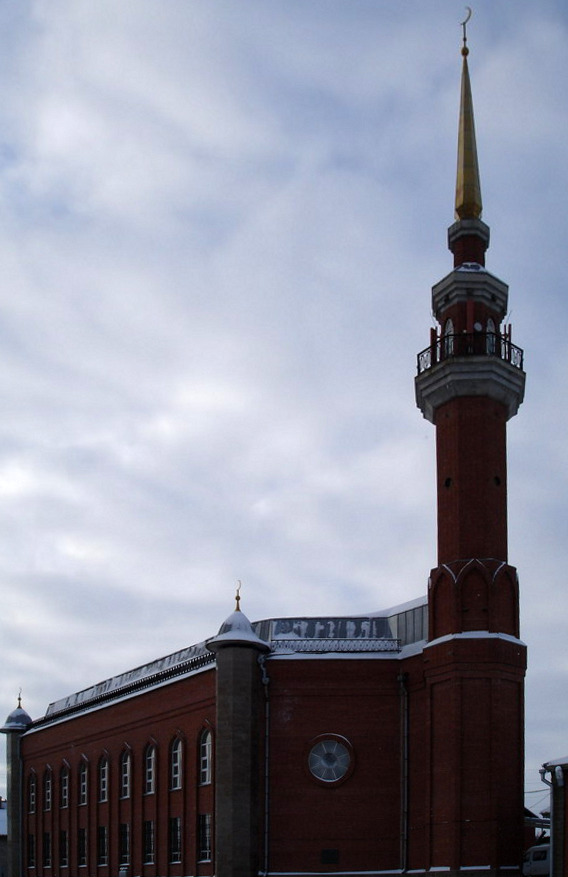
Мечеть в Іжевську

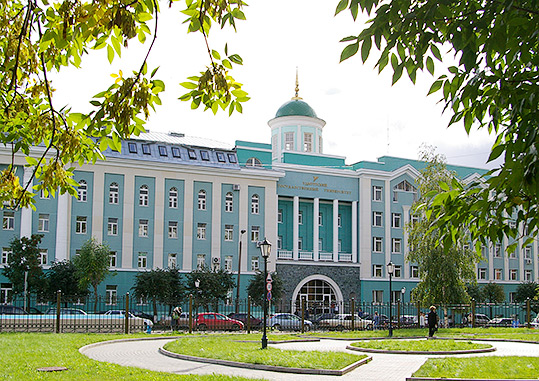
Удмуртський державний університет (4 корпус)

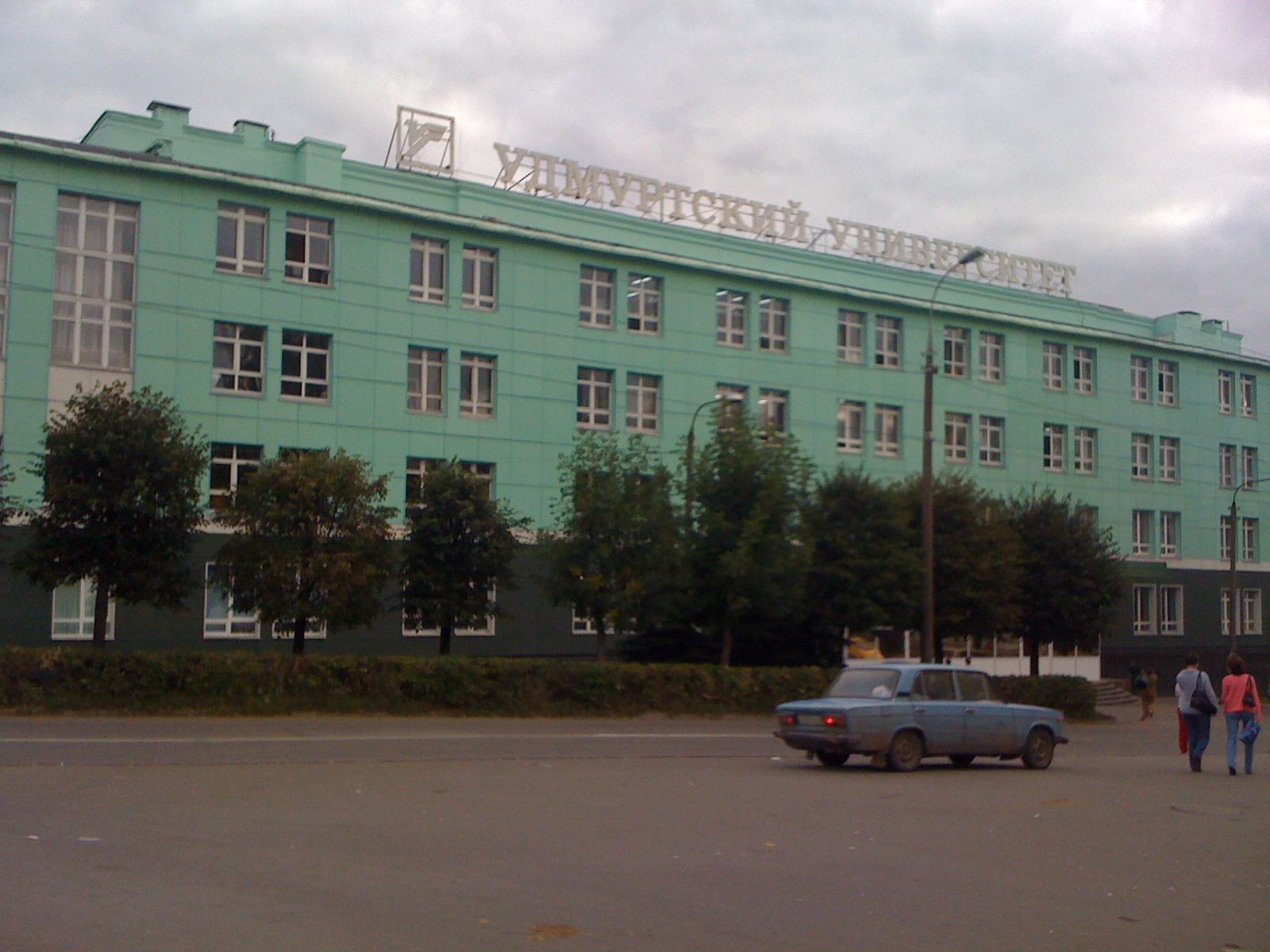
Удмуртський державний університет (1 корпус)

Жителі міста сповідують в основному християнство (православні, старообрядці та євангелісти-лютерани), є також віруючі мусульмани, юдеї та крішнаїти.
Храми:
- Олександро-Невський кафедральний собор[13]
- Свято-Михайлівський кафедральний собор[14]
- Успенський собор[15]
- Храм Дмитра Донського[16]
- Покровська старообрядська церква[17]
- Храм Новомучеників та Сповідників Російських[18]
- Свято-Троїцький собор[19]
- Храм Святих Царственних мучеників[20]
- Хрестовоздвиженський храм[21]
- Храм Казанської ікони Божої Матері[22]
- Храм святителя Василя Великого, Кесарії Кападокійської[23]

### Освіта
Іжевськ є значним освітньо-науковим та культурним центром Удмуртії та Росії. Стан освіти в місті вказує на те, що вона не тільки збережена на високому рівні, але й отримала подальший розвиток. На початок 2008-09 навчального року в Іжевську функціонували 129 закладів загальної середньої та додаткової освіти, де працює понад 5 тисяч викладачів. Серед закладів освіти виділяються:
Вузи III та IV типів акредитації
- Удмуртський державний університет
- Удмуртський республіканський інститут дизайну
- Іжевський державний технічний університет
- Іжевська державна сільськогосподарська академія
- Іжевська державна медична академія
- Камський інститут гуманітарних та інженерних технологій
- Інститут цивільної оборони та пожежної безпеки Удмуртської Республіки

Навчальні заклади II типу акредитації
- Іжевський індустріальний технікум
- Вищий гуманітарно-інженерний коледж «Аеромех»
- Іжевський монтажний технікум
- Іжевський промислово-економічний коледж
- Іжевський торгово-економічний технікум
- Удмуртський республіканський соціально-педагогічний коледж
- Іжевський технікум залізничного транспорту
- Іжевський медичний коледж

Окрім цього в місті діють філіали багатьох російських вузів, особливо московських.
Бібліотеки:
В Іжевську працюють 25 бібліотек, серед них
- Національна бібліотека Удмуртської Республіки
- Центральна міська бібліотека імені Миколи Некрасова
- Міська бібліотека імені Максима Горького
- Республіканська бібліотека для дітей на юнацтва

### Культура
Розвитком культури в Іжевську займається Управління з культури та туризму, яке покликано зберігати та розвивати культурний потенціал міста, враховуючи культурні традиції удмуртського народу. В місті на високому рівні організовуються культурне дозвілля та створення умов для задоволення культурних потреб населення.
Театри:
- Державний національний театр Удмуртської Республіки
- Державний театр ляльок Удмуртської Республіки
- Державний театр опери й балету Удмуртської Республіки
- Державний російський драматичний театр імені Володимира Короленка
- Державна філармонія Удмуртської Республіки
- Державний цирк Удмуртії
- Театр «Молода людина»
- Академічна хорова капела

Музеї:

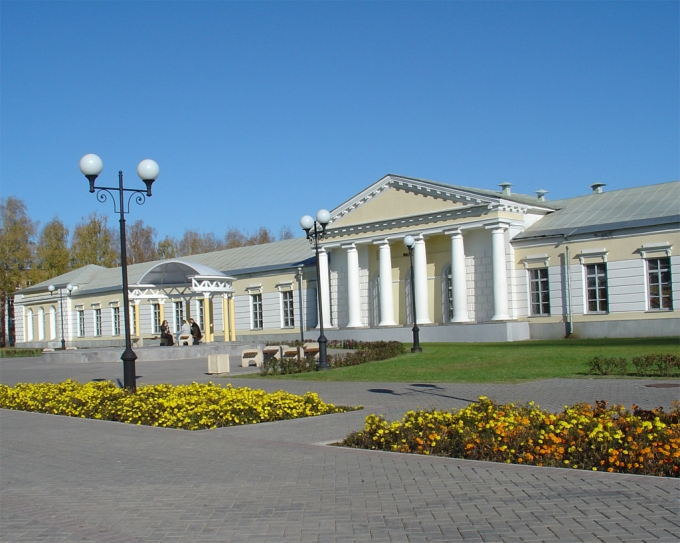
Національний музей Удмуртії

- Національний музей Удмуртської Республіки імені Кузебая Герда
- Удмуртський республіканський музей образотворчого мистецтва
- Музей-квартира Геннадія Красильникова
- Музей Іжевського машинобудівного заводу
- Музейно-виставочний комплекс стрілецької зброї імені М. Т. Калашникова
- Виставочний центр «Галерея»
- Галерея «Творча дача»

Заклади культури:
- Палаци культури — Аксіон, Східний, Залізничників, Інтеграл, Металург, Мир, Будівник
- Будинок дружби народів
- Будинок молоді
- Палац дитячої та юнацької творчості
- Льодовий палац «ІжСталь»
- Кінотеатри — Аврора, Дружба, Іжевський кіноклуб, Іжсталь, Росія, Ролікс, Very Velly

### Відпочинок та спорт
Парки:
- Літній сад імені Максима Горького
- Парк імені Сергія Кірова
- Парк Космонавтів
- Березовий гай (Козячий парк)
- Іжевський зоопарк[27]

У місті проводяться багато фестивалів:
- «Свіже повітря» («Свежый воздух») — музичний фестиваль започаткований 2006 року. Перші п'ять разів він проводився в клубі «Авіатор», 2012 року — в спортивному комплексі «Чекерил»[28].

Спорт:
Іжевськ вважається містом спортивним, спортивним центром регіонів Уралу та Поволжя. Жителі міста мають змогу займатись 64 видами спорту, більш як 84 тисячі мешканців регулярно займаються фізичною культурою та спортом. Багато всеросійських спортивних федерацій обирають Іжевськ ареною різних чемпіонатів, які проходять на розвинутій інфраструктурі спортивних закладів. Протягом року в Іжевську проводяться більш як 600 заходів районного, міського, республіканського, всеросійського та навіть міжнародного рівнів. Найвідомішим з них є змагання «Іжевська гвинтівка», яке є попереднім відбором спортсменів у збірну Росії з біатлону.
Багато мешканців міста є спортсменами світового рівня, особливо відомі іжевські біатлоністи, які виступають на різних міжнародних заходах. Високий їхній рівень досягається в тому числі й відмінними спортивними рушницями власного виробництва. Місто має також свої команди з футболу (СОЮЗ-Газпром та ФК «Іжевськ») та хокею (ХК «Іжсталь»).

## Масмедіа
Для висвітлення як міських, так і ширших новин в місті добре розвинуті засоби масової інформації. Серед періодичної преси слід виділити такі газети як «Центр», «Удмуртська правда», «Відомості Удмуртської республіки» (найстаріша удмуртська газета, перший номер вийшов ще в 1917 році), «День», а також «Удмурт дунне» удмуртською мовою і «Янариш» татарською (випускається татарською меншиною). Серед місцевих телеканалів досить популярні у жителів «РЕН-ТВ Іжевськ» (Альва), «Росія» (ДТРК Удмуртія), «СТС-Іжевськ», а також перетрансльовуються відомі російські телеканали та радіостанції.

### Зв'язок
Стаціонарним зв'язком в місті займаються ряд компаній, серед яких найбільшими є ВАТ «ВолгаТелеком», «Марк-ІТТ», «ІжКрипт», «Іжзв'язокінвест» та інші. Мобільним зв'язком оперують такі оператори як «Мегафон», «МТС», «Beeline», «TELE2» та «Skylink».

## Міста-побратими
- Татабанья, Угорщина  Угорщина — з 10 грудня 1992 року
- Лусака, Замбія  Замбія — з 14 липня 1995 року
- Ямбол, Болгарія  Болгарія — з 28 грудня 1999 року
- Сінін, Китай  КНР — з 13 травня 2002 року
- Бендзин, Польща  Польща — з 11 травня 2004 року
- Кордова, Аргентина  Аргентина
- Маракай, Венесуела  Венесуела

## Відомі персоналії

### Пов'язані з Іжевськом

Пам'ятник Калашникову М. Т.

- Калашников Михайло Тимофійович — конструктор стрілецької зброї, працював в 1948-49 роках на зброярському заводі
- Устинов Дмитро Федорович — політичний та військовий діяч, шеф військової промисловості Іжевська в 1970-80-их роках.
- Томіловський Георгій Сергійович — Герой Радянського Союзу, в 1955-59 роках начальник військової кафедри в Іжевського сільськогосподарському інституті
- Білобородов Іван Федорович — Герой Соціалістичної Праці, в 1956—1980 роках директор Іжевського машинобудівного заводу
- Сандлер Семен Анатолійович — український лінгвіст та педагог, в 1948-59 роках викладач латинської та німецької мови в Удмуртському педагогічному інституті
- Шмайссер Хуго — німецький конструктор стрілецької зброї, працював в 1946-53 на зброярському заводі
- Герман Вебер — німецький конструктор мотоциклів, працював в 1946-48 роках на Мотозаводі
- Любимов Олександр Іванович — професор, доктор сільськогосподарських наук, ректор Іжевської сільськогосподарської академії
- Валіахметов Ігор Нариманович — директор ВАТ Іжевський радіозавод

### Уродженці Іжевська

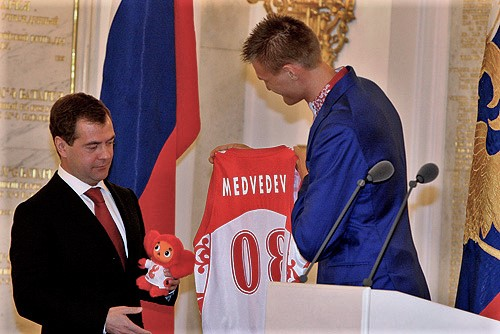
Андрій Кириленко та Дмитро Медведєв (2008)

- Абрамов Андрій Васильович — один з найсильніших боксерів-важковаговиків 1950-60-их років
- Агафонова Олена Геннадіївна — майстер спорту з кульової стрільби
- Бажутін Борис Миколайович — передовик промислового виробництва, Герой Соціалістичної Праці, учасник Другої світової війни
- Бондар Ксенія Ігорівна — російська волейболістка, нападниця-догравальниця, майстер спорту міжнародного класу.
- Бубненкова Світлана Юріївна — велосипедистка, чемпіонка Росії (2004)
- Глазова Людмила Сергіївна (1907—1981) — радянська акторка
- Драгунов Євген Федорович — конструктор стрілецької зброї, в 1945-91 роках працював на зброярському завод
- Кириленко Андрій Геннадійович — професійний баскетболіст, капітан збірної Росії з баскетболу
- Медведцев Валерій Олексійович — біатлоніст, Заслужений майстер спорту СРСР (1986)
- Тютін Федір Анатолійович — російський хокеїст, чемпіон світу 2008, Заслужений майстер спорту Росії (2009)
- Хлєбніков Олег Микитович — російський поет, журналіст.
- Черезов Іван Юрійович — біатлоніст, Заслужений майстер спорту Росії
- Чижов Олексій Рудольфович — шашкіст, міжнародний гросмейстер (1988)
- Шабалін Микола Михайлович — удмуртський та російський композитор, лауреат премії імені Дмитра Шостаковича
- Шамшурін Олександр Якович — Герой Радянського Союзу
- Щегольонков Ігор Миколайович — радянський та російський спортсмен з автоперегонів, майстер спорту СРСР
- Щенникова Анжеліка Геннадіївна — радянська спортсменка зі спортивної гімнастики, майстер спорту, неодноразова переможниця міжнародних та національних змагань
- Якимов Олександр Савелійович — передовик промислового виробництва, один з організаторів стахановського руху на Іжевському машинобудівному заводі

## Галерея

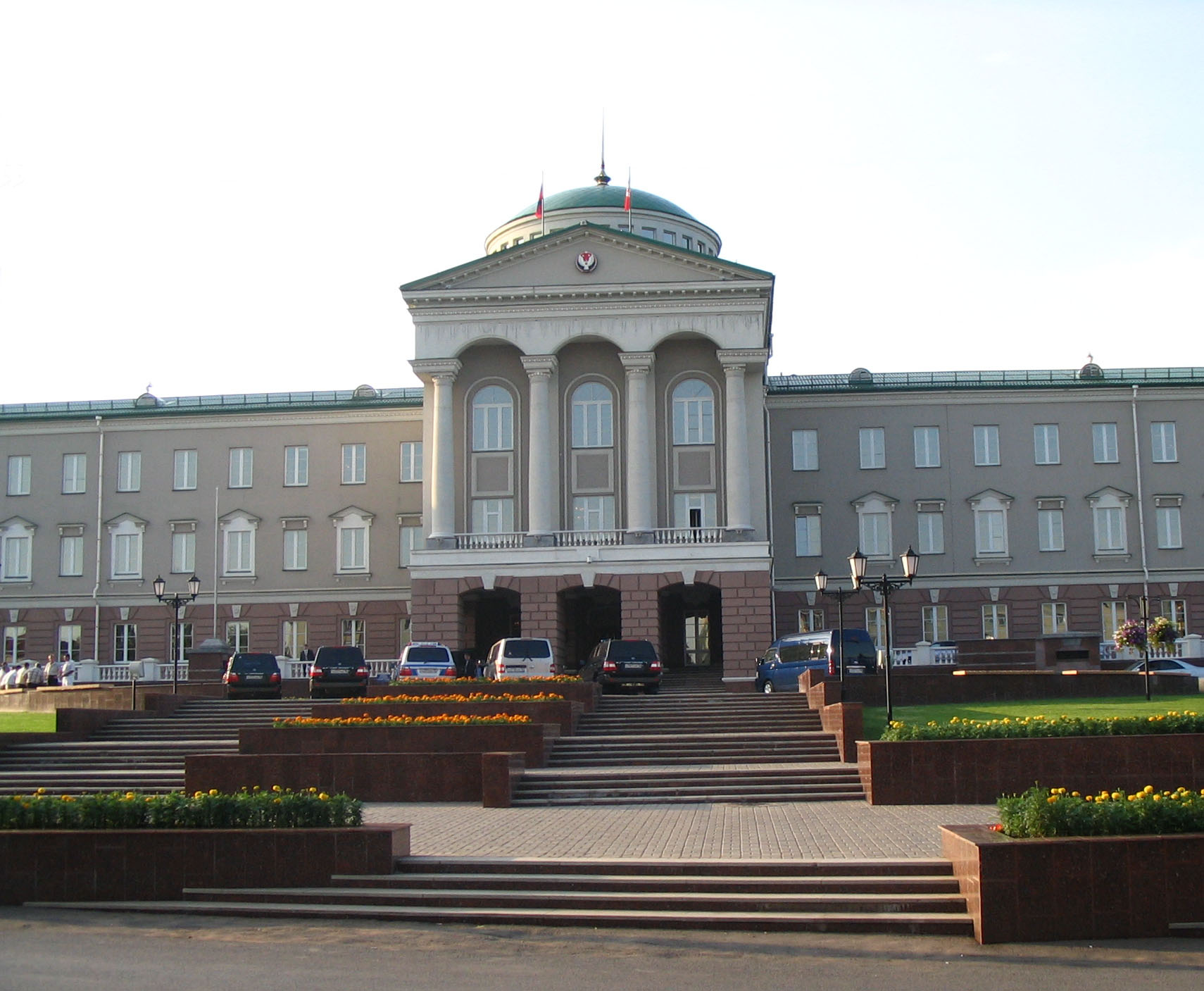
Резиденція президента
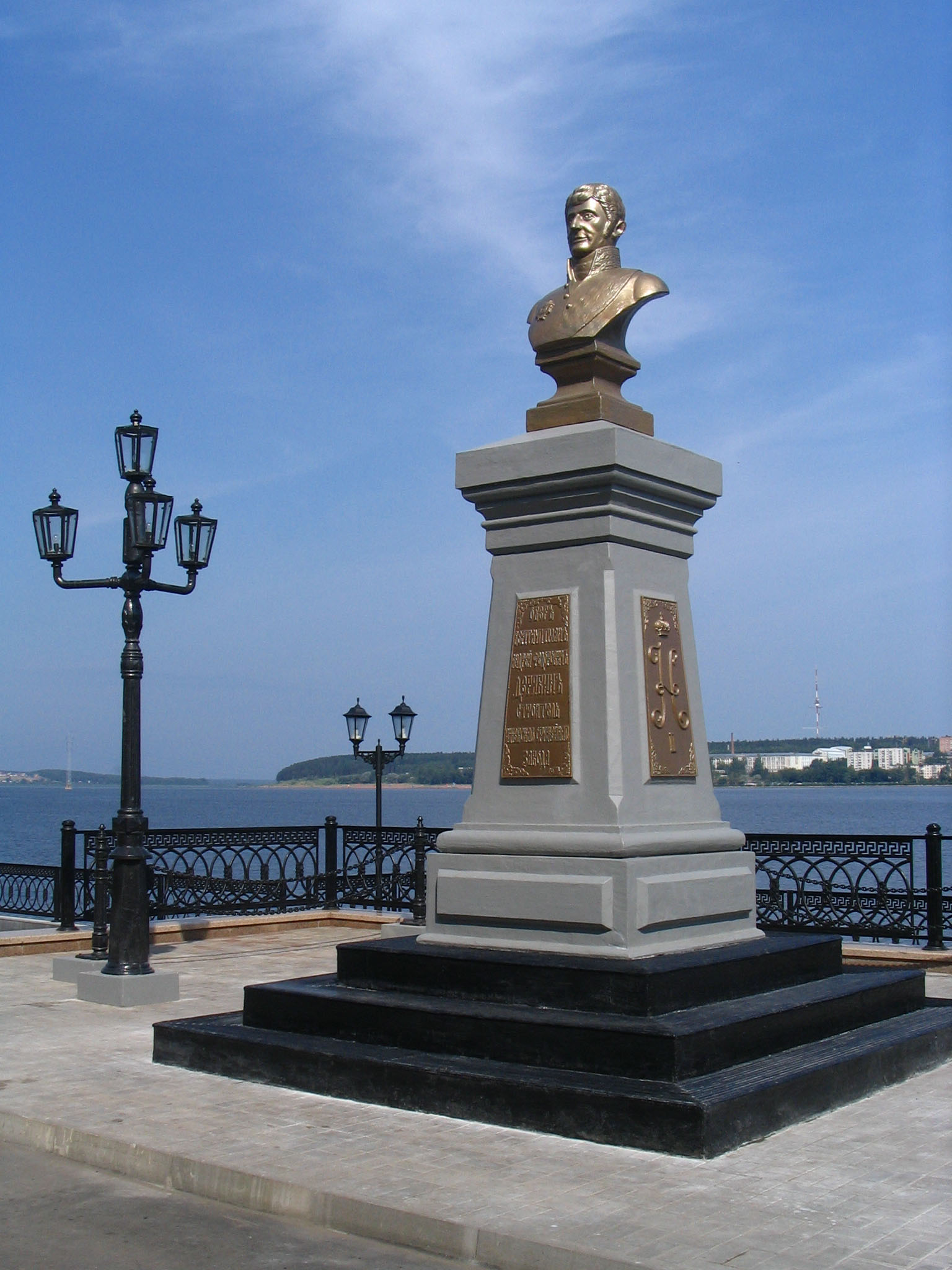
Пам'ятник Дерябіну на набережній
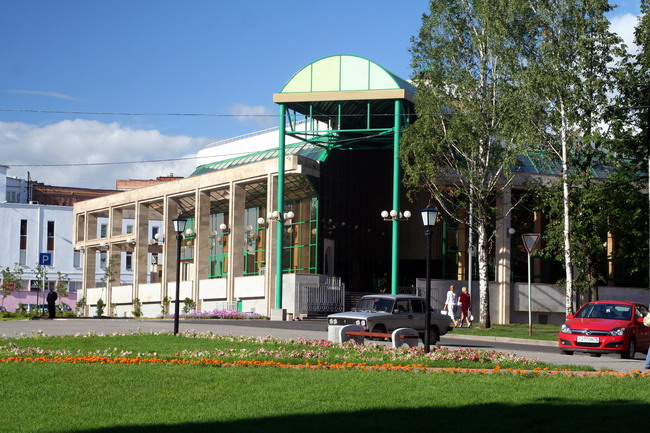
Міський музей стрілецької зброї
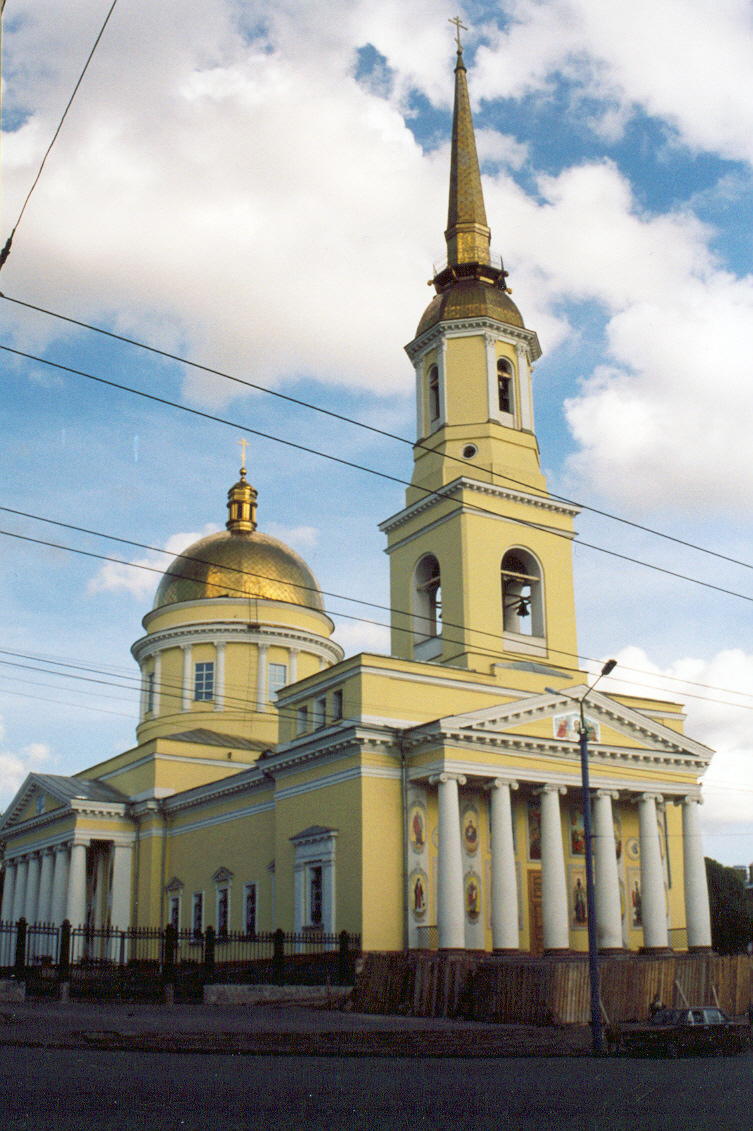
Олександро-Невський кафедральний собор